# Hugh Parker Guiler
Hugh Parker Guiler (15. februar 1898 – 7. januar 1985) var en amerikansk filminstruktør, billedhugger og bankmand, der i perioden 1923-1977 var gift med forfatteren Anaïs Nin. Hans kunstnernavn var Ian Hugo.

## Filmografi i udvalg (krediteret som Ian Hugo)
- Bells of Atlantis (1952)
- Jazz of Lights (1954)
- Melodic Inversion (1958)

## Ekstern henvisning
- Hugh Parker Guiler på Internet Movie Database (engelsk)
- Hugh Parker Guiler på The Movie Database (engelsk)